# Marco Augusto Quiroa
Marco Augusto Quiroa (* 7. Mai 1937 in Chicacao; † 1. November 2004 in Amatitlán) war ein guatemaltekischer Maler und Schriftsteller.
In den 1950er Jahren ist Quiroa durch zahlreiche Ausstellungen seiner Gemälde und als Schriftsteller verschiedener Erzählungen in Mittelamerika bekannt geworden.
Quiroa erlag einem längeren Krebsleiden.